# Leibniger Tor
Das Leibniger Tor, auch Leibniger Törl, ist ein 2515 m ü. A. hoher Berggipfel der Schobergruppe in Osttirol (Österreich).

## Lage
Das Leibniger Tor liegt am Hochschober-Westkamm im äußersten Westen der Schobergruppe in der Gemeinde St. Johann im Walde. Es handelt sich um den letzten Gipfel der südöstlichen Ausläufer des Hochschober-Westkamms, wobei der Berg nach Südwesten ins Iseltal und nach Süden ins Tal des Leibnitzbachs abfällt. Die westlichen und südlichen Abhänge des Berges sind durch den Leibniger Wald bzw. den Leibnitzwald bewaldet. Das Leibniger Tor, dass den Eingang zum hinteren Leibnitztal markiert, ist durch einen Kamm über das Obere Tor (2756 m ü. A.) mit dem Punkt 2.881 verbunden, der sich im Hochschober-Westkamm zwischen dem Riegelkopf (2713 m ü. A.) und der Kreuzspitze (2937 m ü. A.) befindet. Nächstgelegene Ortschaft ist Oberleibnig (Gemeinde St. Johann im Walde).